# 合众汽车
合众新能源汽车股份有限公司，簡稱合眾汽車，是中华人民共和国一家汽車製造商。其旗下纯电动汽车产品以哪吒汽車的名义销售，主要競爭對手为同样具有互联网色彩的蔚來汽車、小鵬汽車和理想汽車。2025年6月13日，合众新能源正式进入破产审查程序。

## 历史
2014年，原奇瑞汽车新能源项目负责人方运舟創辦合众汽車，公司的创始团队主要来自于传统车企。合众汽車创立初期，由于融资极度困难，导致公司险些倒闭。
2017年4月19日，合众汽車获得经国家发改委批准的新建纯电动汽车生产资质，年产能5万辆；同年公布首款概念车。2018年6月14日，合众汽車获得工信部核准的纯电动乘用车生产资质，并正式发布“哪吒”品牌，其名称来源于中国古代神话人物。合众汽車还与四家共享出行公司签署战略采购协议，累计订单2万辆。同年7月，哪吒首款量产车N01下线，于11月在广州车展上市。哪吒品牌上市之初，用户以企业端为主，创始人之一张勇还因“怕影响品牌形象”不让在主流城市销售，更于2019年3月举行的一次内部沟通会上一度考虑放弃。于是，合众的第二款车以合众U发售。而品牌认知的转折发生于同年夏季上映的动画电影《哪吒之魔童降世》之时，合众U因此更名为哪吒U。
2021年11月，合众汽車宣布推出首个自研智能汽车平台山海平台，翌年推出涵盖超算、电驱及增程技术的浩智科技平台。2023年10月，合众汽車再推出面向全球的云河平台。

### 股东变动、融资与上市
合众汽車成立之初共有四家股东，分别是微风集团旗下微风新能源、上海哲奧、億華通和浙江清华长三角研究院:143。其中，億華通和浙江清华长三角研究院有清华大学背景；微风新能源的股东长鹿客车拥有客车生产资质；上海哲奥是由方运舟与四名汽车人士共同创立的新能源车投资创业公司。2015年5月，微风集团退出，其持有的67%股权由深圳市财富天下资产管理有限公司接手。2016年1月，合伙企业桐乡众合成立，由三家法人股东与一个自然人股东组成，后成为合众汽車的大股东。2016年7月11日，鸿利智汇公告称，子公司鸿祚投资注册安徽鸿创，同时以5000万元投资桐乡众合间接持有合众汽车股权。
2017年12月，合众汽車宣布获得知合出行12.5亿元投资，华夏幸福董事长王文学兼任合众汽車董事长。2018年12月，王文学不再担任合众汽車董事长，同时新增宜春经济技术开发区财政局实际控制的宜春金合为新股东。2019年8月至2020年1月，合众汽車获得宜春三家法人的投资；2020年1月，再获得南寧民生新能源產業投資合夥企業（有限合夥）的投资:145。
2021年1月3日，合众汽車获得C轮投资，由北京華鼎新動力股權投資基金（有限合夥）收购16.67%股權:146。同年5月，奇虎360宣布战略投资合众汽車，实质上是由孙公司成都鴻景收购南寧基金所持有的10.6944%股权。此次交易于9月完成:146。该公司曾计划于该年在科创板上市，但后续搁置了上市计划。
2021年11月-12月，合众汽车获得D1輪、D2輪投資，两轮投资的股权比例为22.3%:149，主要投资方有宁德时代、360、北汽产投等。2022年12月起，合众汽车又获得四笔交叉輪投資。2023年2月2日，经市场监管部门批准，合众汽车改制为股份有限公司:154。
2024年6月26日，合众汽车向香港交易所递交招股书，成为第五家申请赴港上市的“造车新势力”公司。

### 海外发展
为开展东南亚业务布局，合众汽车于2021年9月推出首款右舵版的哪吒V，该产品已于2020年初即开始研发。2023年3月，合众汽车宣布在泰国曼谷建立首个海外生产基地。投用后，该厂主要生产右舵版车型并供应东盟市场。同年11月，该厂正式生产首款车型哪吒V-II。
2023年9月1日，合众汽车與香港科技園公司签订合作备忘录，计划在香港科學園成立國際總部。合众汽车于2024年3月20日成为香港政府重点企业伙伴，并计划建立海外智能研发中心和大数据中心，在香港兴建生产基地。
2023年10月18日，哪吒汽车副总裁、海外事业部总裁周江表示进一步扩大海外网络，首先在全球30个国家和地区完成布局。到2024年计划将海外网络扩大至50个国家，海外销售服务网点计划建立500家。
2024年1月，合众汽车与马来西亚合作伙伴共同在森美兰州兴建海外第三家工厂，计划于2025年投产。4月22日，第二家海外工厂印尼雅加达工厂建成。5月，合众汽车宣布进入巴西市场，此前已开始在墨西哥运营。与此同时，该公司亦计划在巴西建厂，以此服务中南美洲市场。

## 研发
根据规划，合众汽车在全球构建“四国七地”的研发布局，包括上海研发中心、嘉兴研发中心、北京研发中心、香港研发中心、德国工程技术中心、意大利设计中心和硅谷智能驾驶研发中心:188。

## 车型

### 现存车型
- 哪吒AYA（英语：Neta Aya）（2020年至今，第一代称哪吒V），次紧凑型纯电动SUV[2]:183
- 哪吒U/X（英语：Neta U）（2020年至今），紧凑型纯电动SUV[2]:183
- 哪吒S（英语：Neta S）（2021年至今），中型轿跑车，有纯电动和增程電動两个版本[2]:185
- 哪吒GT（英语：Neta GT）（2023年至今），純電動跑車[2]:185
- 哪吒L（2024年至今），中型SUV，有纯电动和增程電動两个版本[2]:185

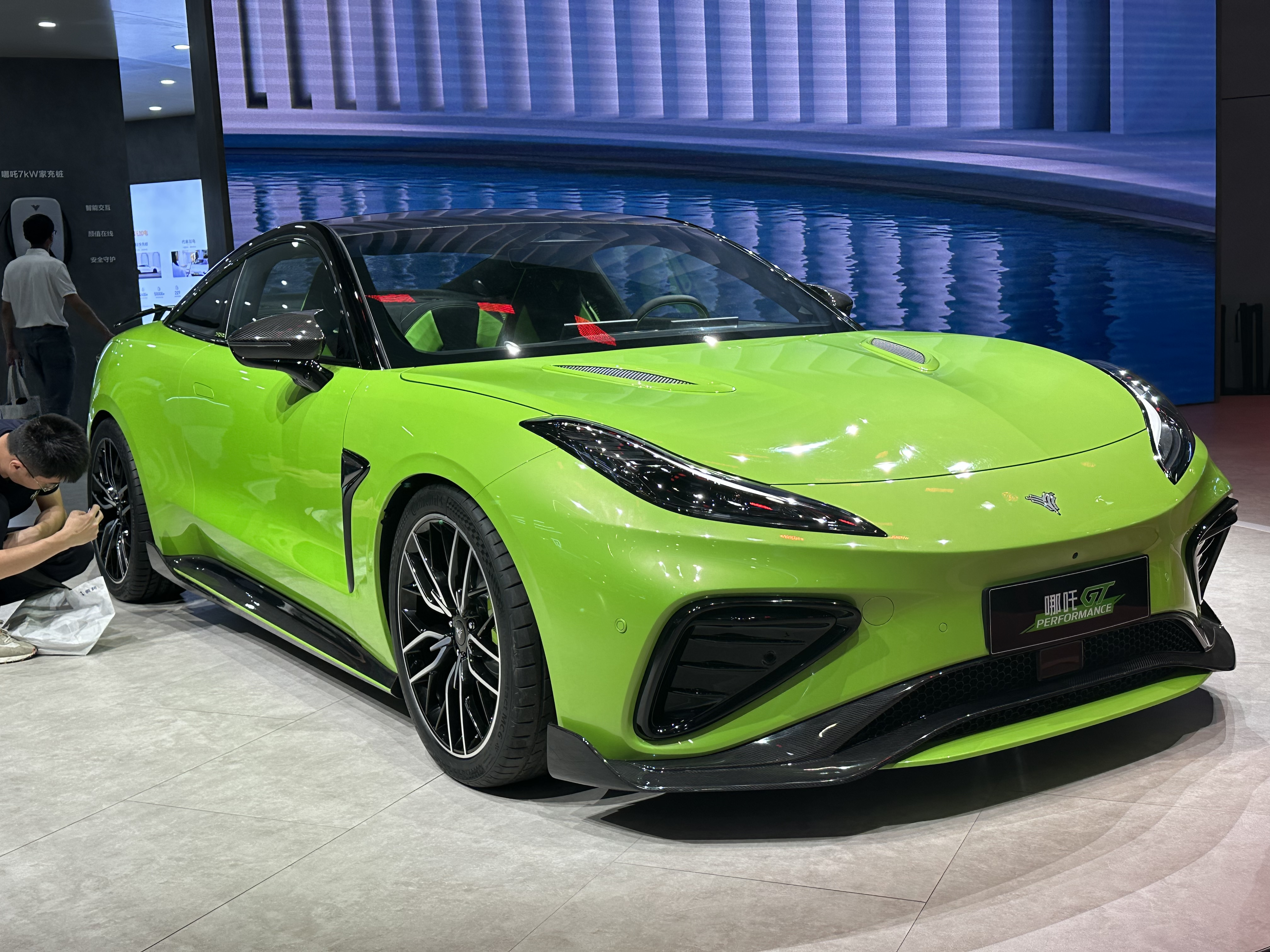
哪吒GT
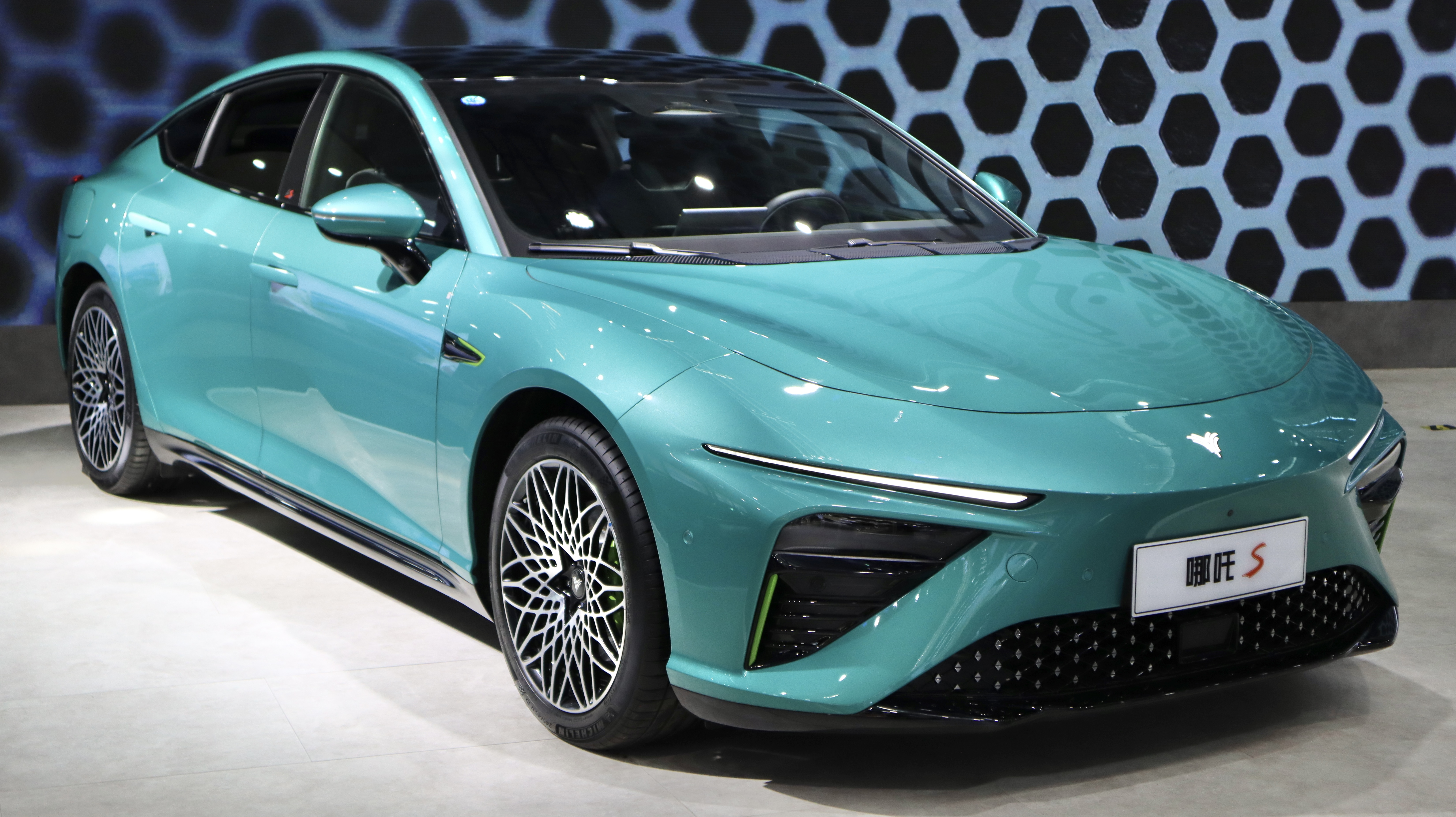
哪吒S
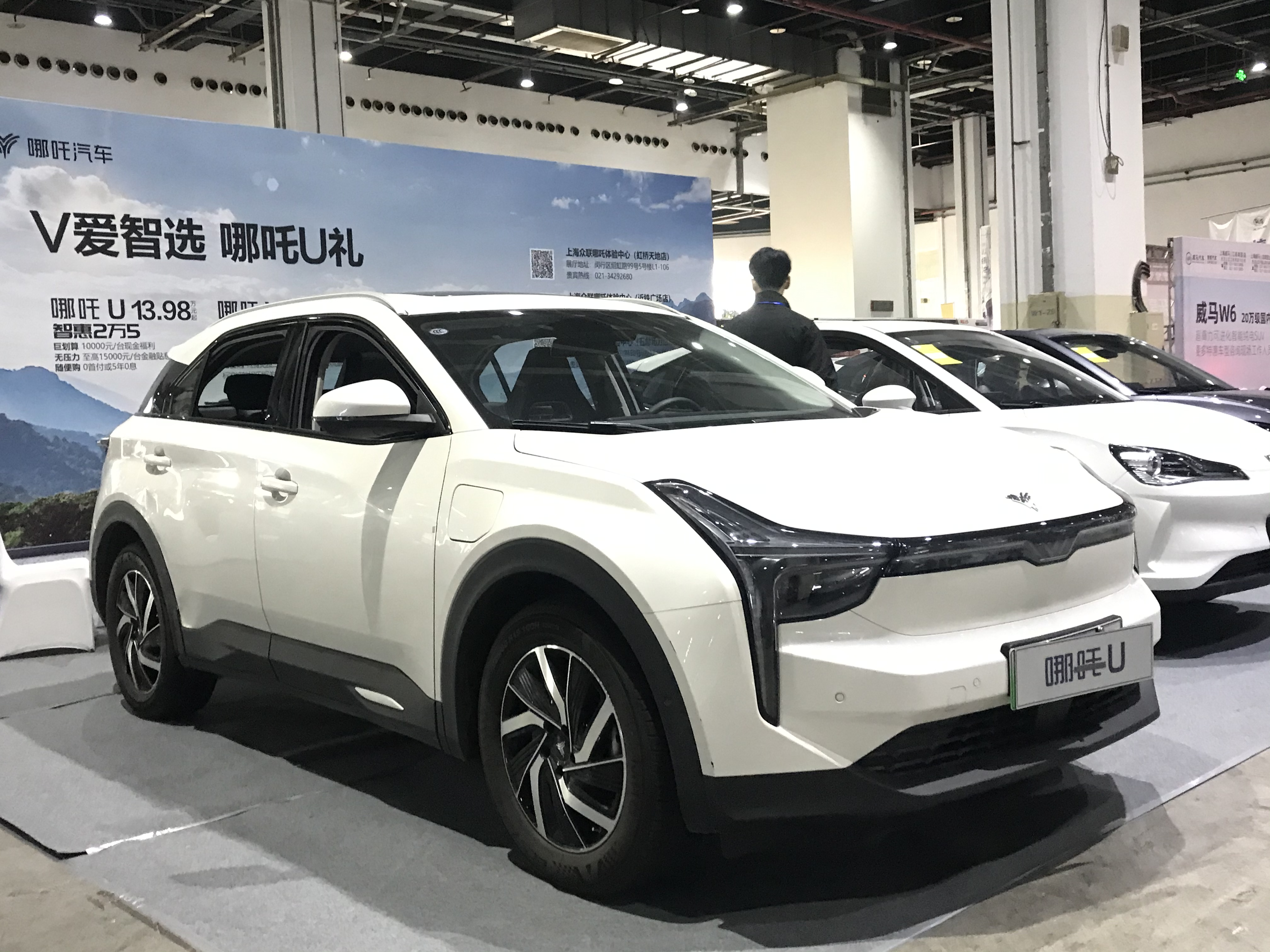
哪吒U
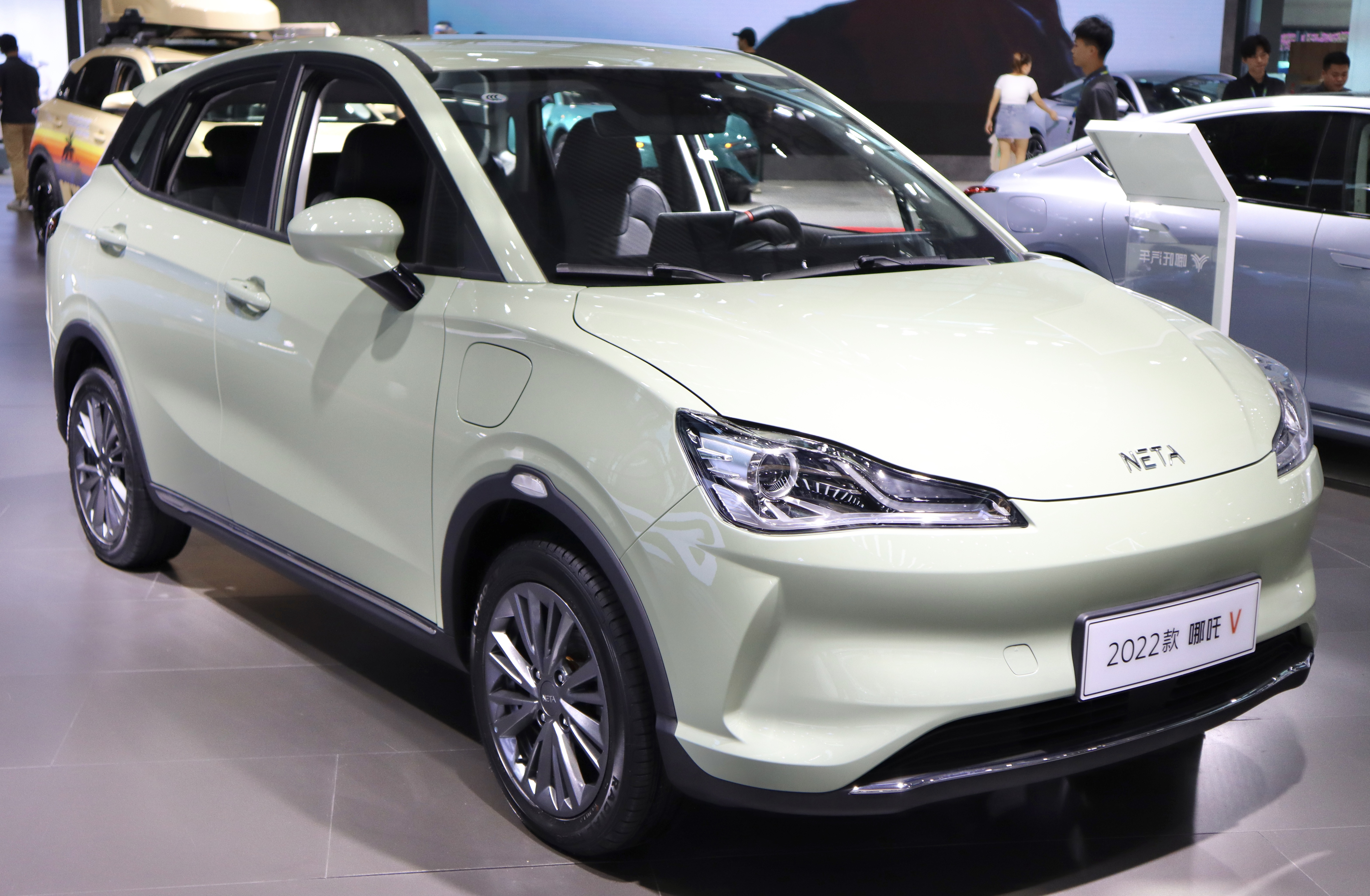
哪吒V
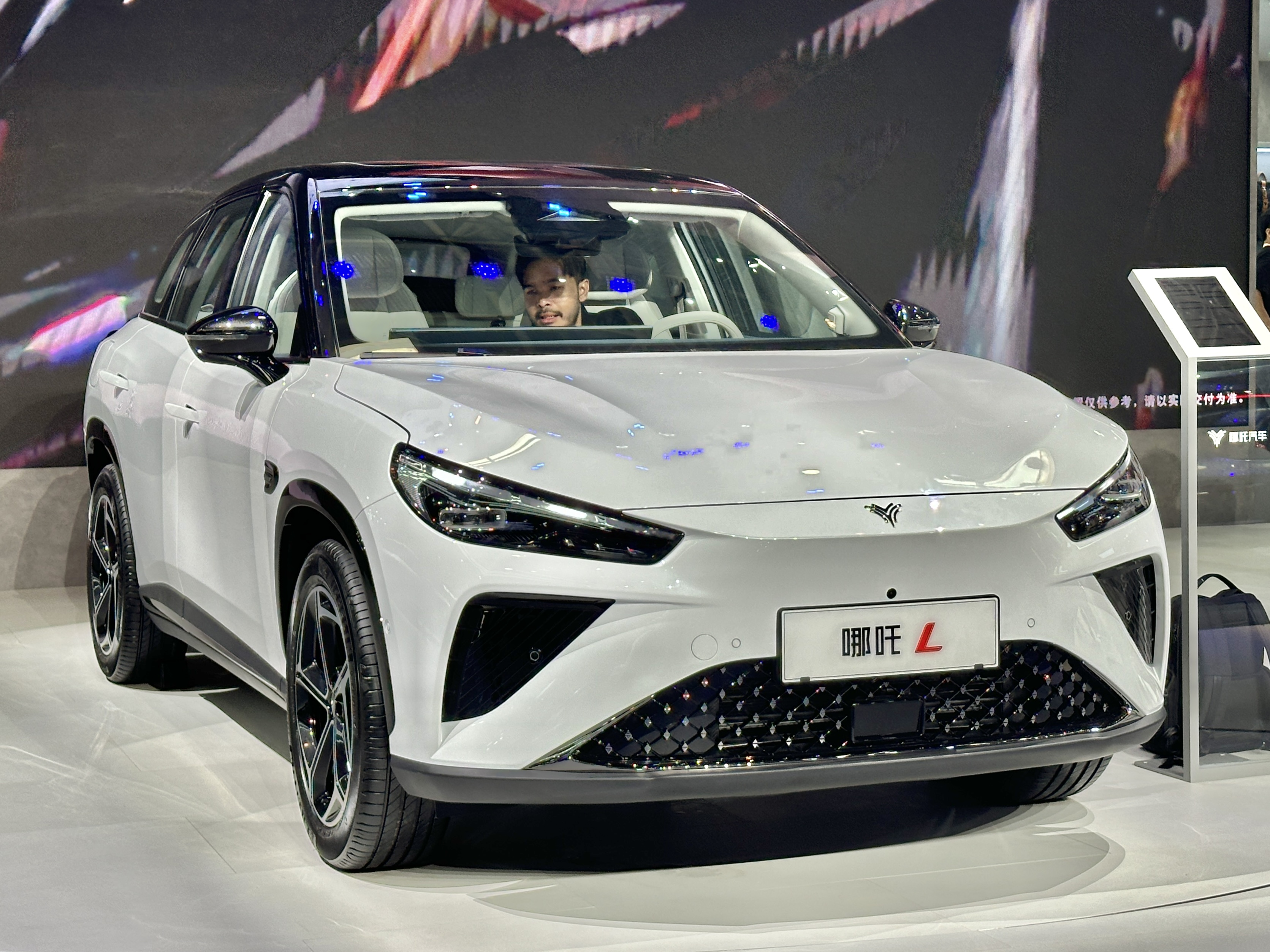
哪吒L

### 停产车型
- 哪吒N01（英语：Neta N01），2018年上市，次紧凑型纯电动SUV[26]

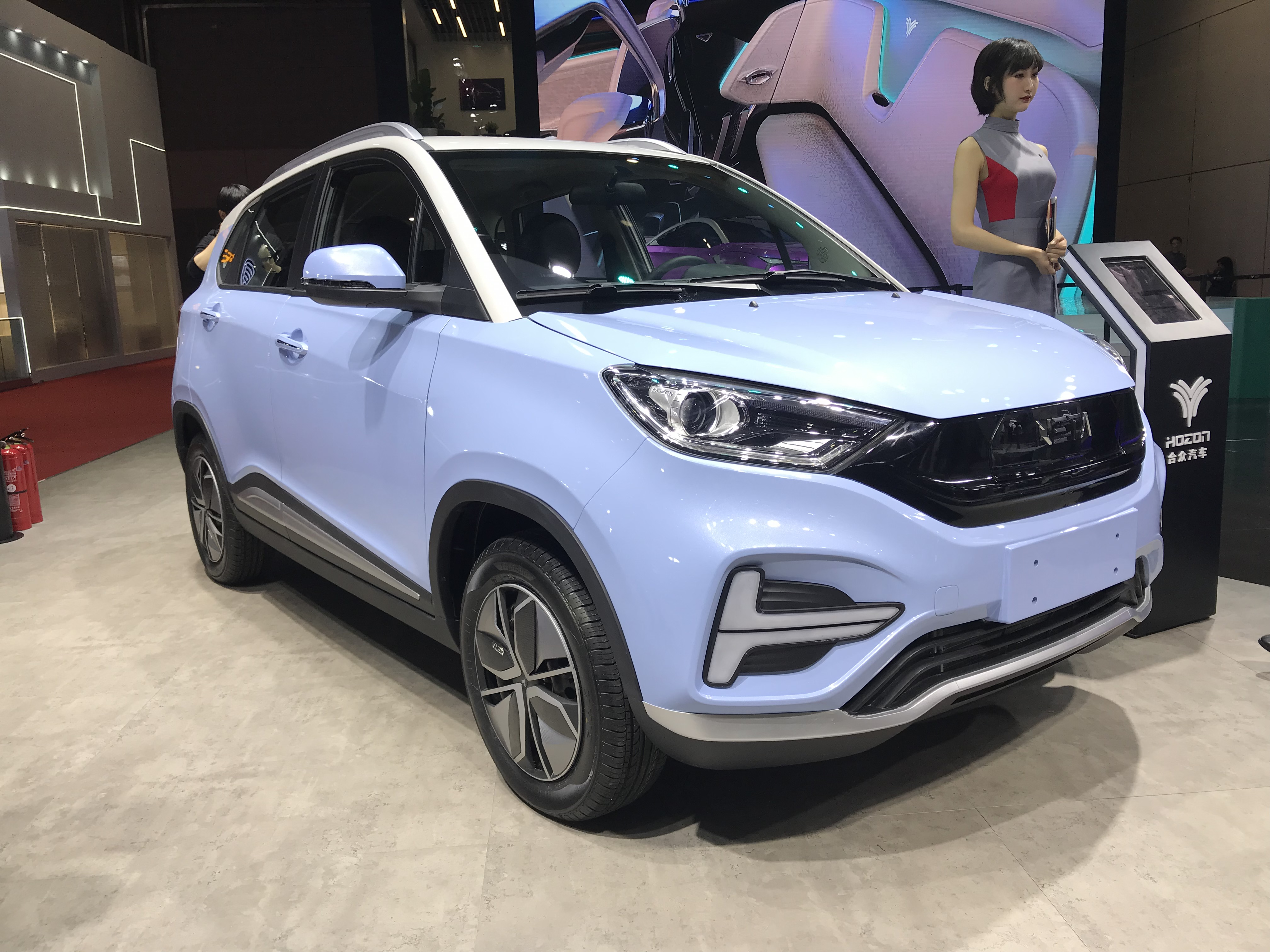
哪吒N01

## 历年销量
| 年份 | 总销量  |
| ---- | ------- |
| 2018 | 1,206   |
| 2019 | 11,212  |
| 2020 | 15,509  |
| 2021 | 69,674  |
| 2022 | 152,073 |
| 2023 | 127,496 |

## 相关争议

### 车险争议
2024年，有多名哪吒汽车车主称，哪吒汽车的保险费用大幅度上涨，甚至出现被多家汽车保险公司拒保的情况。部分车险公司回应称，多数哪吒汽车的购买者将其用作网约车，网约车的出险率高使车险公司的支出成本大幅度增加。有业内专家指出，假如哪吒汽车不能和保险公司就保费问题进行沟通或达成协议，将影响到哪吒汽车的销售量。

### 经营困境
2022年，哪吒汽车全年销量达到15.21万辆，成为当年造车新势力中的销量冠军。但2023年，哪吒汽车销量开始下滑，此后陆续爆出欠薪、拖欠款项等负面新闻。
2024年2月，多名哪吒汽车员工在职场社交媒体爆料称，此前CEO张勇作出的在上班第一周发放年终奖承诺未获兑现，更被告知需延迟一月发放。张勇随后回应称，年度绩效的发放系数和金额正在确认，强调员工的工资、社保、奖金自2016年至今从未延迟兑现，更称“公司少部分员工不习惯过苦日子”、“有必要把寒气传递到每一个人”。
2024年10月15日，再有员工爆料称未获发放上月工资；哪吒汽车次日回应媒体时称，公司一线员工的工资均按时发放，而近期中高层员工的薪资架构正在调整，故有个别员工的薪资发放稍慢。同月月底，有网媒接获哪吒汽车员工爆料称，哪吒汽车开始实施面向全体研发人员的降薪计划，所涉一千余名员工的降薪范围在5%-30%间，应与早前的“薪资架构调整”对应。哪吒汽车对此回应称，是次调薪计划是为尽早实现公司经营现金流转正目标的一部分，公司同时推出全员股权激励计划，将5%的股份作为激励分配给全体员工；公司还将实施机构精简、裁汰冗员、业务聚焦、扁平化管理等降本增效举措。11月7日，媒体报道称哪吒汽车于当日启动大规模裁员，裁员比例最高达70%，但遭公司否认。
2024年11月14日，哪吒汽车向媒体称，公司正推进重大战略调整，包括精简架构、聚焦核心业务，进一步提升运营效率，届时公司将配置更多资源于海外市场拓展上，计划2025年2月实现经营现金流“转正”。哪吒汽车亦宣布，公司与南宁产业投资集团达成合作协议，后者将对公司供应链方面提供金融支持。12月6日，哪吒汽车宣布，张勇不再担任公司CEO，转任公司顾问；公司创始人、董事长方运舟兼任CEO。方运舟同日发布内部全员信，坦承公司遭遇经营困境，表示自己“负有第一责任，向大家深表歉意”。
2025年1月中国国内零售量仅110辆。2025年3月，哪吒汽车在一场供应商大会上，提出将70%的债务转为母公司合众汽车的股权，其余30%则以无息分期现金偿还的方案，但未获得所有供应商的认可。公司高管在亦在会上披露，除经营不善外，2024年二季度开始，银行连续两季度抽走公司账户上的贷款，导致公司未能成功上市、资金链断裂，直接造成年末的经营危机。
5月7日，工业机器人公司埃夫特发布公告称，合众新能源及其子公司同意分批支付约4900万元欠款，被外界解读为哪吒汽车资金问题得到部分解决；惟数日后，合众新能源被一广告公司申请破产审查。截至2025年6月，已存100余条被执行人信息，被执行总金额超1.5亿余元。
5月底，公司總部从上海普陀区搬至虹桥商务区；但6月12日被迫搬离该场所，全體員工居家辦公。6月13日，合众新能源正式进入破产审查程序。8月11日，合众新能源被列为失信被执行人。